# Paratrea plebeja
Paratrea plebeja  es una polilla de la  familia Sphingidae y miembro único del género Paratrea. Se encuentra en la parte oriental de los Estados Unidos hasta Nebraska, Kansas, Oklahoma y la zona oriental de Texas, y una extensa franja de terreno que va desde Tampico hasta el límite con Tabasco, en la provincia de Veracruz, costa atlántica de México.
Su envergadura va de 31 a 35 mm. En el del norte, hay hasta dos generaciones que vuelan como adultos de mayo a agosto. En el del sur,  hay al menos dos generaciones con adultos que vuelan de fin de abril hasta junio y de agosto a octubre, pero de abril a noviembre en Florida y de marzo a septiembre en Luisiana. 
Los adultos liban el néctar de Saponaria officinalis, Phlox, Petunia, Mirabilis, Lonicera, Hymenocallis caroliniana y Verbena.
Las orugas se ocultan debajo de las hojas y salen a comer de noche. Se alimentan de Campsis radicans, Tecoma stans y de la planta introducida Tecoma capensis.